# John Elmgren
John Kristian Gustaf Elmgren, född 24 januari 1904 i Gävle, död 24 september 1990 i Oscar Fredriks församling i Göteborg, var en svensk psykolog.
John Elmgren var son till överläraren Anders Elmgren. Han avlade studentexamen i Gävle 1923 och blev 1925 filosofie kandidat, 1929 filosofie licentiat, 1933 filosofie magister och 1935 filosofie doktor vid Göteborgs högskola. 1925–1927 studerade Elmgren psykologi i Paris och avlade 1931 folkskollärarexamen i Växjö, där han 1931–1932 arbetade som extraordinarie lektor. Han utnämndes 1939 till professor i psykologi och pedagogik vid Göteborgs högskola. Elmgrens forskningar tillägnades främst minnet, vilket var hans ämne för doktorsavhandlingen Minnets funktion, struktur och utveckling (1934) samt den mera populära boken Minnet, dess psykologi och hygien (1935). Ett av hans större arbeten var Gestalt psychology. A survey and some contributions (1939). Elmgren tog 1942 initiativet till Tidskrift för psykologi och pedagogik. Han är gravsatt i minneslunden på Västra kyrkogården i Göteborg.